# Orizare
Orizare (bulgariska: Оризаре) är ett distrikt i Bulgarien.   Det ligger i kommunen Nesebăr och regionen Burgas, i den östra delen av landet, 300 km öster om huvudstaden Sofia.